# David G. Derrick Jr.
David „Dave“ Glade Derrick Jr. (* 1978 in Utah) ist ein US-amerikanischer Filmschaffender, Autor, Illustrator und Bildender Künstler.

## Leben
David Glade Derrick Jr. wurde 1978 im US-amerikanischen Bundesstaat Utah geboren und wuchs in Farmington auf.
Er studierte von 1998 bis 2000 Bildende Kunst an der University of Utah sowie von 2001 bis 2004 Animation am California Institute of the Arts; einige der im Rahmen des Studiums produzierten animierten Kurzfilme wurden bei Filmfestivals vorgeführt und prämiert, so erhielt Derrick für Cretaceous Christmas 2003 unter anderem einen Student Emmy Award.
Nachdem Derrick von 2004 bis 2014 bei DreamWorks Animation als Storyboard-Artist tätig war, arbeitet er seit 2014 in dieser Funktion für die Walt Disney Company. 2022 wurde er von Disney mit der ursprünglich geplanten Serienfortsetzung von Vaiana betraut, die letztendlich als Film Vaiana 2 Ende November 2024 erschien. Dort führte er Regie und verfasste das Drehbuch.
Derricks Familie hat samoanische Wurzeln. Er ist verheiratet, hat drei Kinder und lebt in Valencia, Santa Clarita in Kalifornien. Er ist Mitglied der Kirche Jesu Christi der Heiligen der Letzten Tage.

## Filmografie (Auswahl)

### Storyboard
- 2006: Flutsch und weg (Flushed Away, DreamWorks)
- 2007: Bee Movie – Das Honigkomplott (Bee Movie, DreamWorks)
- 2010: Drachenzähmen leicht gemacht (How To Train Your Dragon, DreamWorks)
- 2010: Megamind (DreamWorks)
- 2012: Die Avengers – Die mächtigsten Helden der Welt (The Avengers: Earth’s Mightiest Heroes, Staffel 2; Fernsehserie, Marvel)
- 2012: Die Hüter des Lichts (Rise of the Guardians, DreamWorks)
- 2013–2014: Turbo FAST (DreamWorks)
- 2014: Sword Art Online: Hollow Fragment (ソードアート・オンライン －ホロウ・フラグメント－ Sōdo Āto Onrain: Horō Furagumento; Videospiel, Bandai Namco Games)
- 2016: Vaiana (Moana, Disney)
- 2019: Der König der Löwen (The Lion King, Disney)
- 2021: Raya und der letzte Drache (Raya and the Last Dragon, Disney)
- 2021: Encanto (Disney)
- 2022: Strange World (Disney)

### Animation
- 2+9 (Kurzfilm)
- 2003: Cretaceous Christmas (Kurzfilm)
- 2004: Midnight Blue (Kurzfilm)[5]

### Regie
- 2024: Vaiana 2 (Moana 2, Disney)

### Drehbuch
- 2024: Vaiana 2 (Moana 2, Disney)

## Auszeichnungen

### Film
Angelus Awards Student Film Festival
- 2004: Nominierung für Outstanding Animation („Midnight Blue“)[9]
- 2004: Honorable Mention – Animation („Midnight Blue“)[10]

International Student Film Festival Hollywood
- 2003: Auszeichnung für Best Animation („Cretaceous Christmas“)[11]

Student Emmy Awards
- 2003: Auszeichnung („Cretaceous Christmas“)

### Sonstige
AFC Conservation Artist Awards
- Dezember 2009: Auszeichnung als AFC Conservation Artist of the Month[12]

## Werk (Auswahl)

### Bücher
- African Diaries: sketches & observations. David G. Derrick Studio 2008, ISBN 978-0-615-22974-4.
- David G. Derrick Jr., Jenny Lerew, Ken Morrissey, Keith Baxter, David Pimentel, Ennio Torresan, J.J. Villard: Scrambled Ink. Dark Horse Comics, Milwaukie 2008, ISBN 978-1-59307-951-2.
  - Kadogo: The Next Big Thing
- Sid the Squid: and the Search for the Perfect Job. Immedium, San Francisco 2010, ISBN 978-1-59702-021-3.
- Animals Don’t, So I Won’t! Immedium, San Francisco 2012, ISBN 978-1-59702-029-9.
- I’m the Scariest Thing in the Jungle! Immedium, San Francisco 2013, ISBN 978-1-59702-087-9.
- Play with your Food. Immedium, San Francisco 2014, ISBN 978-1-59702-102-9.
- Ghost of the Gulag, Volume 1. 2018, ISBN 978-0-692-13496-2.
- Ghost of the Gulag, Volume 2. 2020, ISBN 978-0-578-71677-0.